# Christopher Harrison

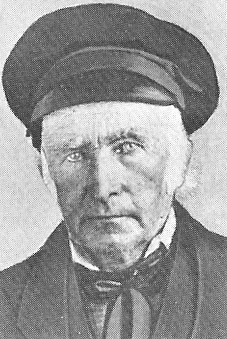
Christopher Harrison

Christopher Harrison (* 29. August 1775 im Dorchester County, Province of Maryland; † 4. April 1862 im Talbot County, Maryland) war ein US-amerikanischer Politiker. Zwischen 1816 und 1818 war er Vizegouverneur des Bundesstaates Indiana.

## Werdegang
Christopher Harrison wurde in Maryland in eine reiche Familie geboren, die eine große Plantage mit Hilfe von Sklaven bewirtschaftete. Er besuchte das St. John College in Annapolis und arbeitete danach für William Patterson, den Präsidenten der Bank of Baltimore. Nach einer Affäre mit Pattersons Tochter verließ er um das Jahr 1808 Maryland. Er zog nach Hanover im heutigen Indiana, wo er fünf Jahre lang in einem Blockhaus lebte. 1814 war er an der Gründung der Farmers and Mechanics Bank in Madison beteiligt. Im Jahr 1815 zog er nach Salem, ebenfalls im Indiana-Territorium, wo er zusammen mit einem Partner Kurzwaren verkaufte. Während einer Legislaturperiode war er Richter im dortigen Washington County. Politisch schloss er sich der Demokratisch-Republikanischen Partei an.
Nach dem Beitritt Indianas zur Union wurde Harrison im Jahr 1816 an der Seite von Jonathan Jennings zum Vizegouverneur des neuen Staates gewählt. Dieses Amt bekleidete er zwischen dem 7. Dezember 1816 und seinem Rücktritt am 17. Dezember 1818. Dabei war er Stellvertreter des Gouverneurs und Vorsitzender des Staatssenats. Während dieser Zeit kam es zu Spannungen zwischen Harrison und Jennings. Harrison vertrat den Gouverneur während dessen Abwesenheit, als dieser im Auftrag der Bundesregierung mit den einheimischen Indianerstämmen verhandelte. Als Jennings zurückkam, bestand Harrison darauf, das Amt des Gouverneurs weiterhin auszuüben, weil er glaubte, Jennings habe gegen die Staatsverfassung verstoßen, da er ein Bundesmandat angenommen habe. Ein Gerichtsurteil bestätigte Jennings und Harrison trat aus Verärgerung darüber von seinem Amt zurück. Daraufhin wurde Ratliff Boon zu seinem Nachfolger als Vizegouverneur gewählt.
Im Jahr 1819 kandidierte Christopher Harrison erfolglos für das Amt des Gouverneurs. 1821 wurde er Mitglied einer Kommission zur Verlegung der Staatshauptstadt in die neue Stadt Indianapolis. Er ging dann nach Salem zurück, wo er unter anderem als Porträtmaler tätig war. Im Jahr 1834 kehrte er heim nach Maryland, wo er die Familienplantage übernahm und die dortigen Sklaven in die Freiheit entließ. Er starb am 4. April 1862. Harrison war nicht mit der bekannten Harrison-Familie aus Indiana verwandt.